# Матрос Пётр Кошка (подводная лодка)
«Матрос Пётр Кошка» — российская малая подводная лодка начала XX века. Построенная в условиях секретности, она предназначалась для диверсионных операций. Уникальная движительная установка, состоящая из шести гребных винтов, расположенных под углом к корпусу, должна была обеспечивать хорошую маневренность, но на практике оказалась неудачной. Существует легенда, что лодку перевезли в Порт-Артур, где она и была уничтожена перед капитуляцией. Фактически лодка в состав флота не входила, в 1903—1906 годах проходила испытания в Севастополе, после чего была списана.

## История проектирования и строительства
Проект подводной лодки водоизмещением 20 тонн инженера Е. В. Колбасьева предполагал диверсионное использование — гражданское судно под нейтральным флагом и с разобранной лодкой в трюмах входит в порт, затем в специальном отсеке диверсионная лодка собирается из отдельных секций, ночью её краном спускают на воду, и она выходит в торпедную атаку с минимальной дистанции. Размещение торпедных аппаратов предполагало выпуск кормовой торпеды или при отходе, или после прохождения лодки под целью. После торпедирования цели лодка самостоятельно покидает порт и ожидает своё судно-носитель на внешнем рейде.
Лодка длиной 20 метров состояла из 9 секций, соединяемых болтами. Вес самой большой секции составлял 1,6 тонны, полная сборка занимала 6 часов. В разобранном виде все секции помещались в одном железнодорожном вагоне. Вооружение лодки состояло из двух торпед калибра 381 мм (15 дюймов), расположенных в торпедных аппаратах совковой конструкции — фактически в желобах, расположенных по обе стороны от рубки и направленных в нос и корму. Перезарядка аппаратов в море не предусматривалась.
Двигательная установка состояла из аккумуляторной батареи массой около 4 тонн и шести электродвигателей, каждый со своим гребным валом и винтом, причём двигатели располагались в центральной части лодки, а валы выходили из корпуса под углом около 20° к продольной плоскости корабля по три с каждого борта. Теоретически такое устройство и расположение движителей должно было обеспечить очень высокую маневренность лодки и малый радиус разворота, что важно в тесных условиях гаваней. Плавучесть лодки обеспечивалась заполнением части объёма отсеков специальной лёгкой пробковой массой, разработанной Колбасьевым.
Строительство подводного миноносца велось в условиях строжайшей секретности под руководством Н. Н. Кутейникова в мастерских Кронштадского порта (отделении Балтийского завода в Кронштадте) в 1901 году. При постройке Кутейников впервые применил разработанный им метод посекционной постройки, после чего в 1901 году опубликовал в «Вестнике общества морских инженеров» статью «Разбор элементов подводных судов».

## История службы

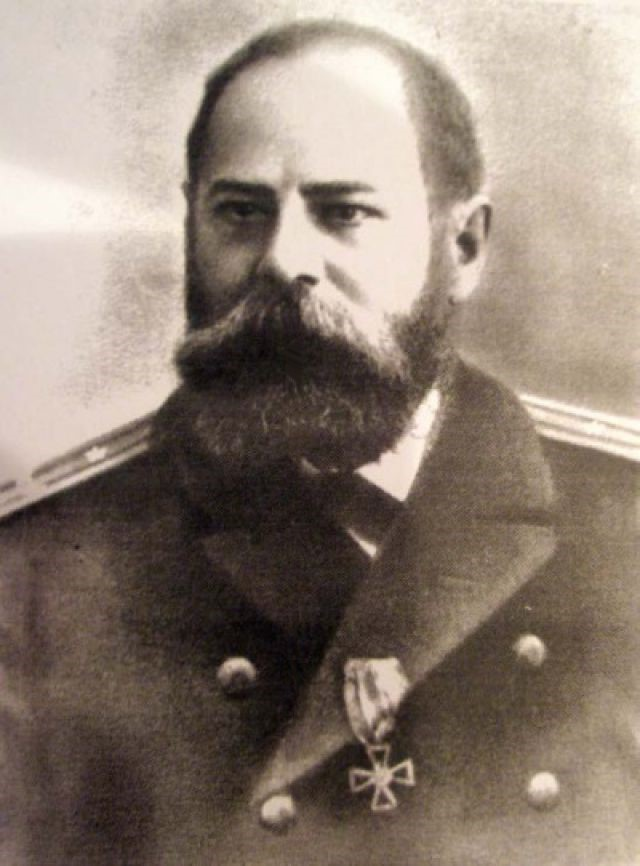
Капитан 1-го ранга в отставке Е. В. Колбасьев, около 1910 года

В 1901 году подводный миноносец был построен, но в силу секретности в строй не вводился. В 1902 году Главный морской штаб разрешил перевезти лодку в опытовый бассейн на Новой Голландии, где она достраивалась и хранилась. В июне 1902 года лодку освятил протоиерей Иоанн Кронштадтский, и она была наречена именем «Матрос Пётр Кошка». По воспоминаниям руководителя опытового бассейна А. Н. Крылова имя при наречении было «Матрос Кошка».
В августе 1902 года разобранную лодку по железной дороге перевезли в Севастополь, 13 августа Е. В. Колбасьев был следом за лодкой командирован в Севастополь с целью руководства испытаниями лодки. В 1903 году испытывались торпедные аппараты, показавшие неудачность их конструкции — произошло два отказа.
19 июня 1904 года после всех доработок и испытаний «Матрос Пётр Кошка» был спущен на воду в Севастополе. В течение последующих двух лет лодка испытывалась под руководством Колбасьева. Конструкция движителей не оправдала ожиданий — ход по курсу был крайне неустойчив, малейшее изменение оборотов любого из шести электромоторов приводило к сходу с прямого курса, поэтому движение было крайне «рыскливым». В 1905—1906 году Колбасьев был прикомандирован к 30-му флотскому экипажу Черноморского флота, а лодка находилась в Плавучем доке Севастопольского порта. К доку с целью достройки, испытаний и хранения лодки была сформирована команда из состава флотских экипажей.
В целом по результатам испытаний конструкция подводной лодки «Матрос Пётр Кошка» была признана несовершенной, её боевые возможности были слабыми даже по неприхотливым меркам начала XX века. 8 января 1907 года Е. В. Колбасьев вышел в отставку в чине капитана 1-го ранга, а лодка была отдана в его распоряжение. В отставке конструктор остался жить в Севастополе и занимался разведением устриц. А. Н. Крылов вспоминал, что в 1907 году «… лодка Колбасьева стояла на якоре и швартовых у его устричного завода и служила пристанью для шлюпок; никуда она никогда не ходила и на верблюдах в Персидский залив ее не возили…».
После окончательного износа была продана на металл и не сохранилась.